# Veterná Poruba
Veterná Poruba (hongrois : Szélporuba) est un village de Slovaquie situé dans la région de Žilina.

## Histoire
La première mention écrite du village date de 1353.

## Démographie

### Évolution de la population
| Année:               | 1994. | 2004.   | 2014.   | 2024.   |
| -------------------- | ----- | ------- | ------- | ------- |
| Nombre de personnes: | 360   | 350     | 372     | 362     |
| Différence:          |       | -2,77 % | +6,28 % | -2,68 % |

| Année:               | 2023. | 2024.   |
| -------------------- | ----- | ------- |
| Nombre de personnes: | 370   | 362     |
| Différence:          |       | -2,16 % |